# Stenochironomus palliaculeatus
Stenochironomus palliaculeatus är en tvåvingeart som beskrevs av Art Borkent 1984. Stenochironomus palliaculeatus ingår i släktet Stenochironomus och familjen fjädermyggor. Inga underarter finns listade i Catalogue of Life.